# Desmiphora crinita
Desmiphora crinita är en skalbaggsart som beskrevs av Giesbert 1998. Desmiphora crinita ingår i släktet Desmiphora och familjen långhorningar.
Artens utbredningsområde är Panama. Inga underarter finns listade i Catalogue of Life.